# 音効さん
『音効さん』（おんこうさん）は、フジテレビと東海テレビの2局で放送されたフジテレビ製作のバラエティ番組。製作局のフジテレビでは1993年10月11日から1994年3月21日まで、関東ローカルの深夜番組放送枠『JOCX-TV2』で放送。東海テレビでは1993年10月30日から1994年2月26日まで、同局自主編成の深夜番組放送枠『スーパーサタデー25』で放送。
フジテレビのサイト曰く、「世界で初めて“音響効果”をバラエティにして遊んだ番組」。演出は片岡K。テーマ音楽はTHE金鶴によるもの。

## 主な出演者
- 鈴木清順
- 原ひさ子
- 中村有志
- ロンパールーム・シスターズ
- 木村哲人（音効技師のベテラン職人）
- THE金鶴
- へらちょんぺ
- 浅見由香
- ジョーク・アベニュー
- 阿部サダヲ
- テレビ業界の音効さんの皆さん

## 主なスタッフ
- 企画：鈴木吉弘（フジテレビ）、齋藤秋水（フジテレビ）
- 構成：高瀬真尚、古井知克
- 撮影：佐々木秀夫、大高明毅
- 技術：竹内清貴
- 照明：マーク磯野、花村浩
- 編集：石山新
- MA：飯野和義（現：オムニバスジャパン）
- 音効さん：成岡知弘（SAVAN）
- 音楽：佐々木貴、エディ三柴
- エンディングテーマ：「PURE BLUE」梶原聡（ポニーキャニオン）
- スタイリスト：唐沢千賀子
- ヘアメイク：村上知久
- 振付：金田誠一郎
- 美術：トニー松沢
- タイトルデザイン：秋山ぐぎ
- 題字：三波春夫
- 番組に協力していただいた音効会社：SPOT（塚田益章）、CUBIC（中島克）、東京サウンド企画　現：スカイウォーカー（川崎恵介）、OCBプロ（笠松広司　現：デジタルサーカス）、マジカル（河手康良）、泉音楽事務所、TSP　ほか
- 協力：メディアタウンMIC（現・スタジオMIC）、ライズカンパニー、IMAGICA、ポニーキャニオン、VANCL（ヴァンクル）、石井光三オフィス、大人計画　他多数
- 広報：松永佳子（フジテレビ）
- 演出補：渡辺チン、石井秀浩、まさお
- 演出：片岡K
- プロデューサー：小島美佳（ジーワン）
- 制作：フジテレビ、ジーワン

## 主なコーナー
- どっかで聞いたオト
- 伝説の音効さん
- 臨場感シアター
- 効果音楽
- 本音（ほんおと）
- こんな所に音効さん